# Leichtathletik-Weltmeisterschaften 2005/100 m Hürden der Frauen

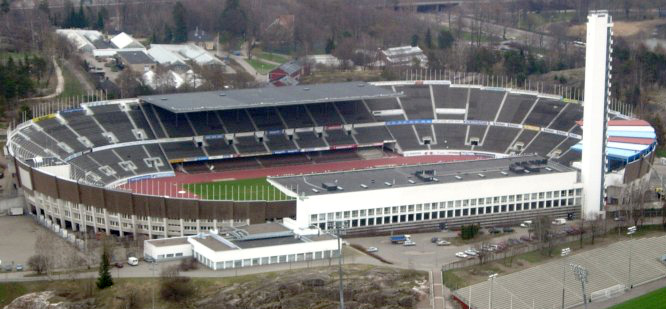
Das Olympiastadion in Helsinki im Mai 2005

Der 100-Meter-Hürdenlauf der Frauen bei den Leichtathletik-Weltmeisterschaften 2005 wurde vom 9. bis 11. August 2005 im Olympiastadion der finnischen Hauptstadt Helsinki ausgetragen.
In diesem Wettbewerb errangen die Hürdensprinterinnen aus Jamaika mit Silber und Bronze zwei Medaillen. Weltmeisterin wurde die US-Amerikanerin Michelle Perry. Silber ging an Delloreen Ennis-London. Bis auf die Hundertstelsekunde zeitgleich mit ihrer Landsfrau belegte die Vizeweltmeisterin von 2003 Brigitte Foster-Hylton den dritten Rang.

## Bestehende Rekorde
| Weltrekord               | 12,21 s | Jordanka Donkowa   | Stara Sagora, Bulgarien | 20. August 1988   |
| Weltmeisterschaftsrekord | 12,34 s | Ginka Sagortschewa | WM 1987 in Rom, Italien | 4. September 1987 |

Zum bereits seit 1987 bestehenden WM-Rekord fehlten den Hürdensprinterinnen bei diesen Weltmeisterschaften mehr als drei Zehntelsekunden. Allerdings waren die äußeren Bedingungen mit kühlen Temperaturen und Regen ausgesprochen beeinträchtigend für die Leistungen.

## Vorrunde
Die Vorrunde wurde in fünf Läufen durchgeführt. Die ersten vier Athletinnen pro Lauf – hellblau unterlegt – sowie die darüber hinaus vier zeitschnellsten Läuferinnen – hellgrün unterlegt – qualifizierten sich für das Halbfinale.
Nach Abschluss des ersten Vorlaufs musste der Hürdenlauf wie alle anderen Wettbewerbe auch für circa zwei Stunden unterbrochen werden, bevor es weit hinter dem eigentlichen Zeitplan zurück weitergehen konnte.

### Vorlauf 1

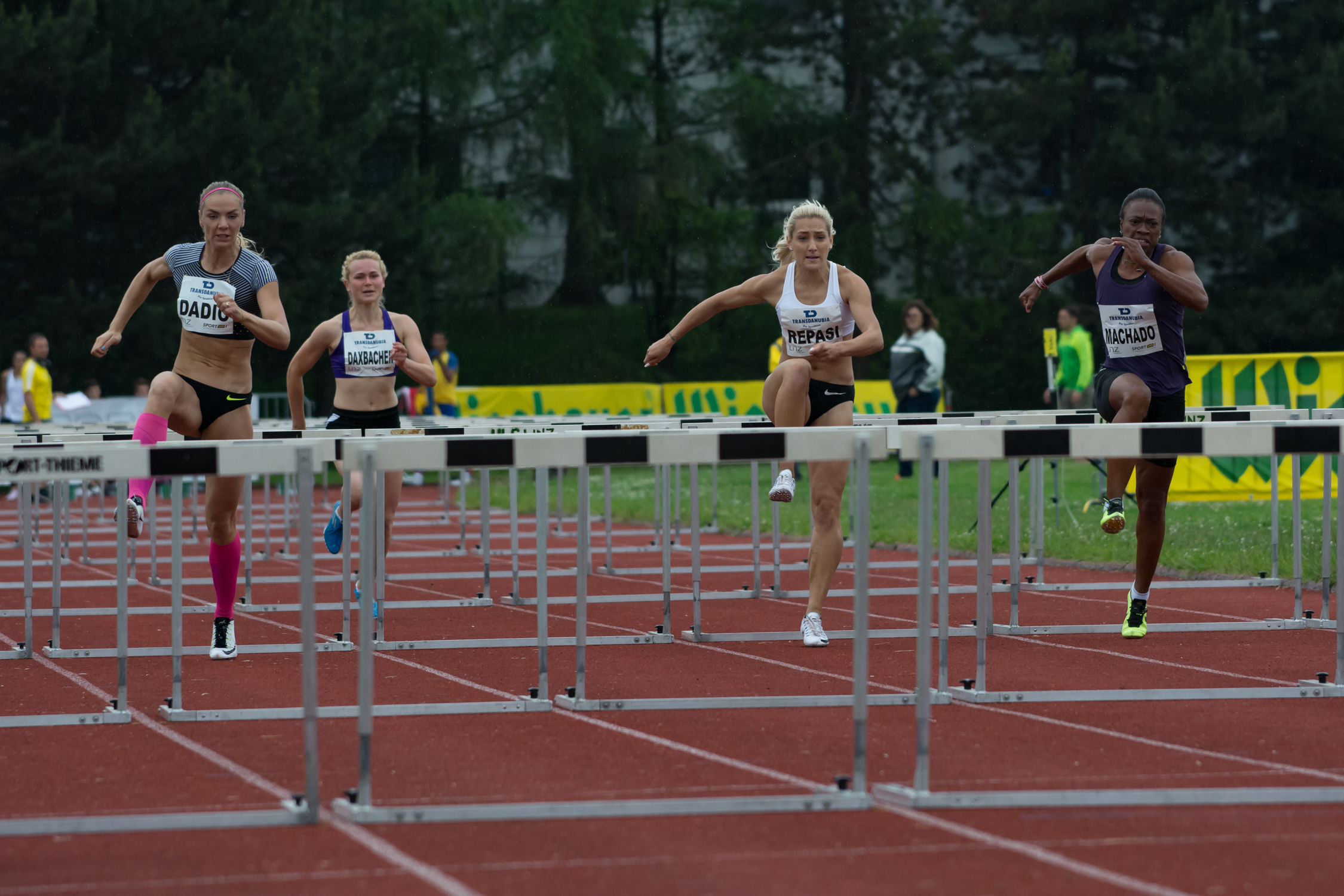
Maíla Machado (ganz rechts) schied als Fünfte ihres Vorlaufs aus

9. August 2005, 18:40 Uhr
Wind: −2,1 m/s
| Platz | Name             | Nation     | Zeit (s) |
| ----- | ---------------- | ---------- | -------- |
| 1     | Michelle Perry   | USA        | 12,64    |
| 2     | Vonette Dixon    | Jamaika    | 12,65    |
| 3     | Jenny Kallur     | Schweden   | 12,96    |
| 4     | Reïna-Flor Okori | Frankreich | 13,14    |
| 5     | Maíla Machado    | Brasilien  | 13,21    |
| 6     | Hanna Korell     | Finnland   | 13,39    |
| DNS   | Fatmata Fofanah  | Guinea     |          |

### Vorlauf 2
9. August 2005, 20:52 Uhr
Wind: +1,2 m/s
| Platz | Name                   | Nation         | Zeit (s) |
| ----- | ---------------------- | -------------- | -------- |
| 1     | Delloreen Ennis-London | Jamaika        | 12,65    |
| 2     | Glory Alozie           | Spanien        | 12,71    |
| 3     | Marija Korotejewa      | Russland       | 12,73    |
| 4     | Ginnie Powell          | USA            | 12,91    |
| 5     | Sarah Claxton          | Großbritannien | 13,17    |
| 6     | Flóra Redoúmi          | Griechenland   | 13,65    |
| 7     | Jeimy Bernárdez        | Honduras       | 14,78    |
| 8     | Barbara Rustignoli     | San Marino     | 15,51    |

### Vorlauf 3
9. August 2005, 20:52 Uhr
Wind: +0,5 m/s
| Platz | Name                  | Nation     | Zeit (s) |
| ----- | --------------------- | ---------- | -------- |
| 1     | Perdita Felicien      | Kanada     | 12,77    |
| 2     | Nadine Faustin-Parker | Haiti      | 12,85    |
| 3     | Aurelia Trywiańska    | Polen      | 12,86    |
| 4     | Susanna Kallur        | Schweden   | 12,87    |
| 5     | Adrianna Lamalle      | Frankreich | 12,93    |
| 6     | Derval O’Rourke       | Irland     | 13,13    |
| 7     | Trecia Roberts        | Thailand   | 13,93    |

### Vorlauf 4
9. August 2005, 20:59 Uhr
Wind: +0,5 m/s
| Platz | Name                   | Nation         | Zeit (s) |
| ----- | ---------------------- | -------------- | -------- |
| 1     | Brigitte Foster-Hylton | Jamaika        | 12,64    |
| 2     | Kirsten Bolm           | Deutschland    | 12,68    |
| 3     | Irina Schewtschenko    | Russland       | 12,76    |
| 4     | Priscilla Lopes        | Kanada         | 12,85    |
| 5     | Anay Tejeda            | Kuba           | 12,96    |
| 6     | Solène Eboulabeka      | Republik Kongo | 14,66    |
| DNS   | Lucie Škrobáková       | Tschechien     |          |

### Vorlauf 5
9. August 2005, 21:06 Uhr
Wind: +0,3 m/s
| Platz | Name                 | Nation              | Zeit (s) |
| ----- | -------------------- | ------------------- | -------- |
| 1     | Joanna Hayes         | USA                 | 12,79    |
| 2     | Linda Ferga-Khodadin | Frankreich          | 12,85    |
| 3     | Olena Krassowska     | Ukraine             | 12,86    |
| 4     | Angela Whyte         | Kanada              | 12,88    |
| 5     | Feng Yun             | Volksrepublik China | 12,99    |
| 6     | Céline Laporte       | Seychellen          | 14,00    |
| DNF   | Natalia Rusakowa     | Russland            |          |

## Halbfinale
Aus den drei Halbfinalläufen qualifizierten sich die jeweils ersten beiden Athletinnen – hellblau unterlegt – sowie die darüber hinaus zwei zeitschnellsten Läuferinnen – hellgrün unterlegt – für das Finale.

### Halbfinallauf 1

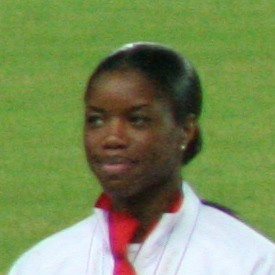
Titelverteidigerin Perdita Felicien erreichte als Vierte ihres Halbfinales nicht den Endlauf
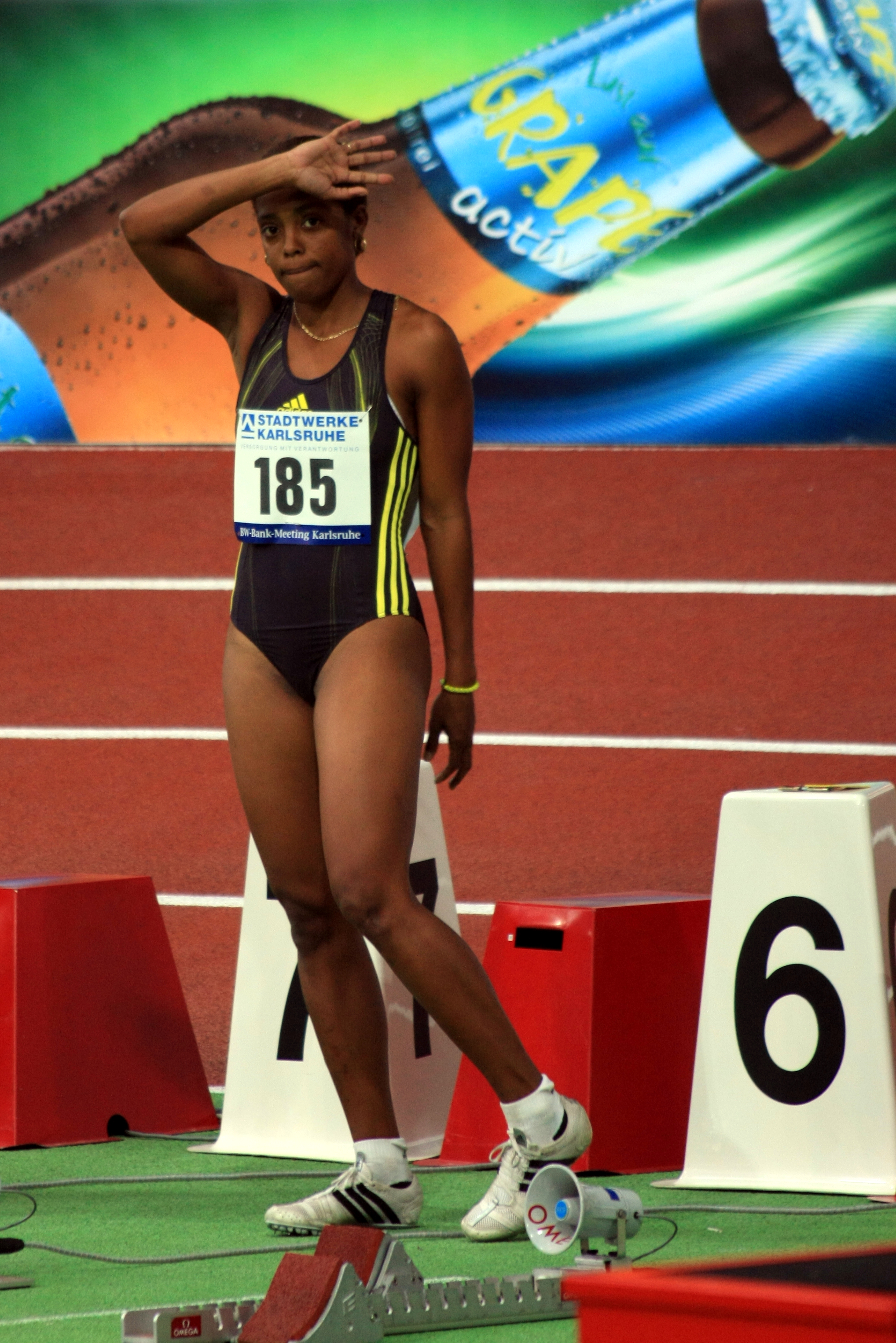
Anay Tejeda scheiterte als Fünfte ihres Rennens im Halbfinale

10. August 2005, 19:15 Uhr
Wind: −0,5 m/s
| Platz | Name                   | Nation              | Zeit (s) |
| ----- | ---------------------- | ------------------- | -------- |
| 1     | Delloreen Ennis-London | Jamaika             | 12,79    |
| 2     | Marija Korotejewa      | Russland            | 12,80    |
| 3     | Jenny Kallur           | Schweden            | 12,85    |
| 4     | Perdita Felicien       | Kanada              | 12,94    |
| 5     | Anay Tejeda            | Kuba                | 12,95    |
| 6     | Ginnie Powell          | USA                 | 13,02    |
| 7     | Feng Yun               | Volksrepublik China | 13,15    |
| DNF   | Linda Ferga-Khodadin   | Frankreich          |          |

### Halbfinallauf 2

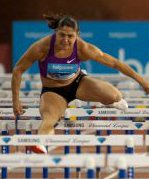
Priscilla Lopes, spätere Priscilla Lopes-Schliep, schaffte es als Fünfte ihres Semifinales nicht in den Endlauf
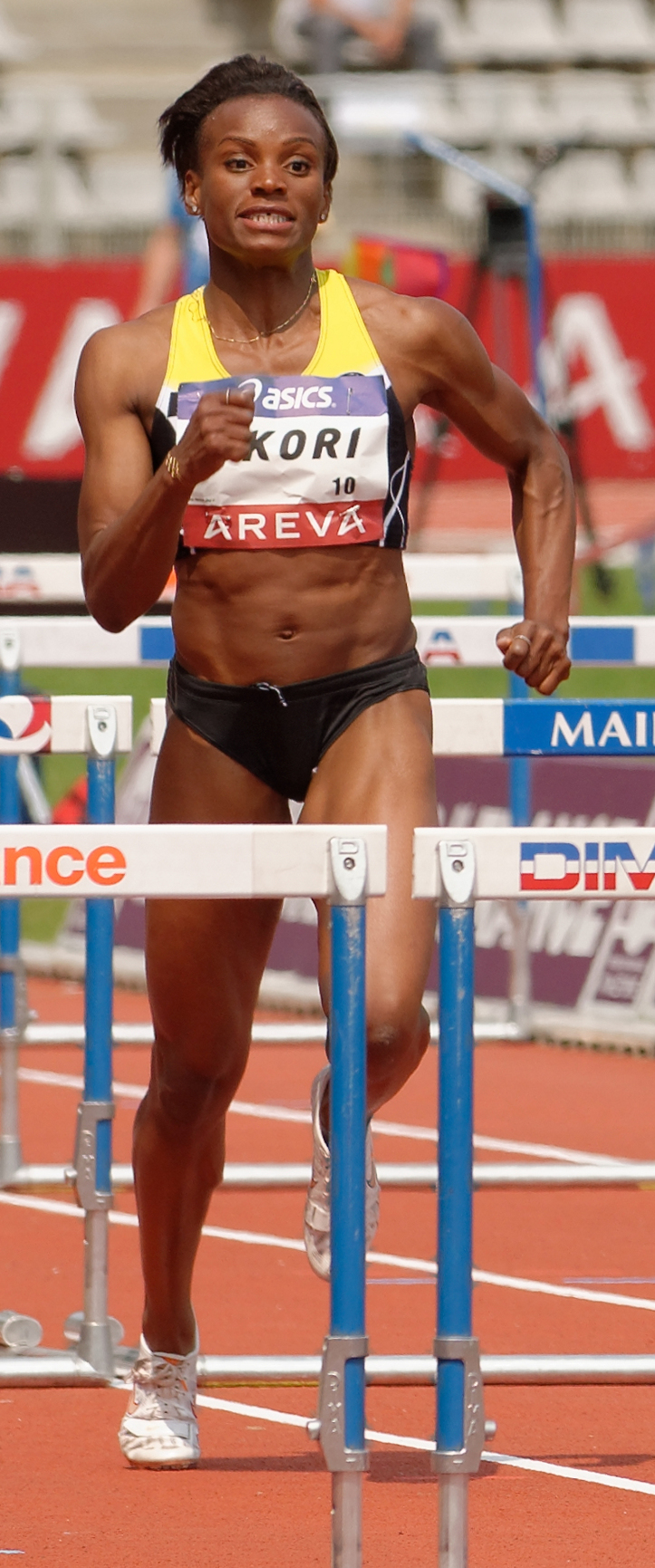
Reïna-Flor Okori – Rang sechs im zweiten Halbfinale und damit ausgeschieden
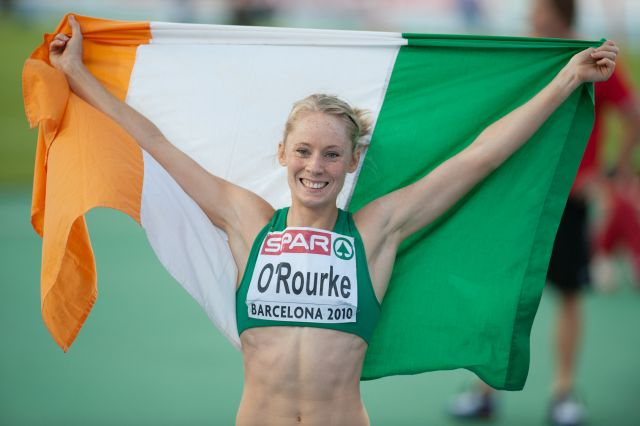
Derval O’Rourke – hier als Europameisterin 2010 – erreichte als Siebte ihres Halbfinallaufs nicht das Finale

10. August 2005, 19:23 Uhr
Wind: +0,5 m/s
| Platz | Name                   | Nation     | Zeit (s) |
| ----- | ---------------------- | ---------- | -------- |
| 1     | Brigitte Foster-Hylton | Jamaika    | 12,65    |
| 2     | Joanna Hayes           | USA        | 12,76    |
| 3     | Irina Schewtschenko    | Russland   | 12,76    |
| 4     | Olena Krassowska       | Ukraine    | 12,85    |
| 5     | Priscilla Lopes        | Kanada     | 12,91    |
| 6     | Reïna-Flor Okori       | Frankreich | 12,99    |
| 7     | Derval O’Rourke        | Irland     | 13,23    |
| 8     | Nadine Faustin-Parker  | Haiti      | 13,27    |

### Halbfinallauf 3

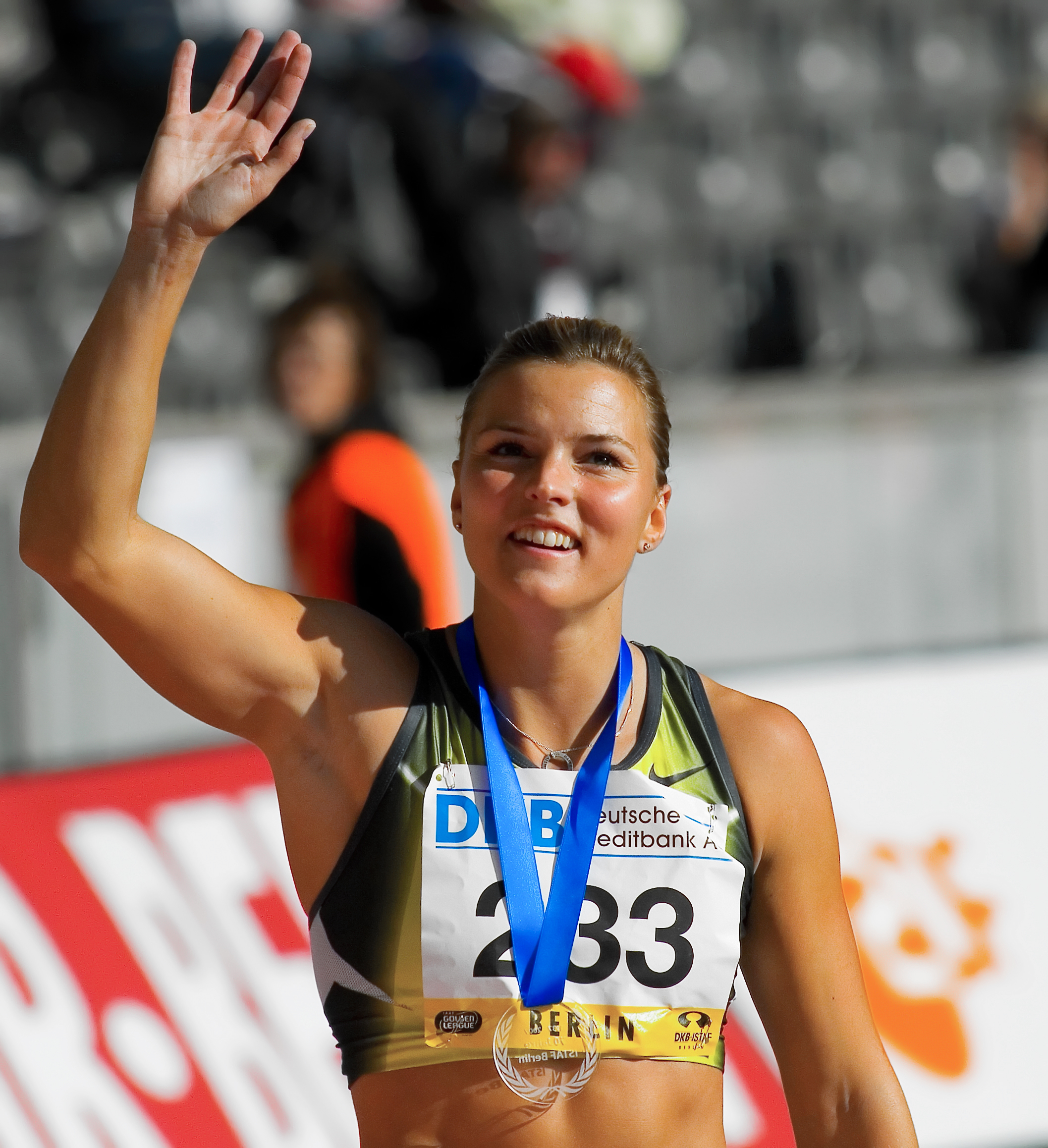
Um einen Rang verpasste Susanna Kallur, Zwillingsschwester der Finalistin Jenny Kallur, den Einzug ins Finale
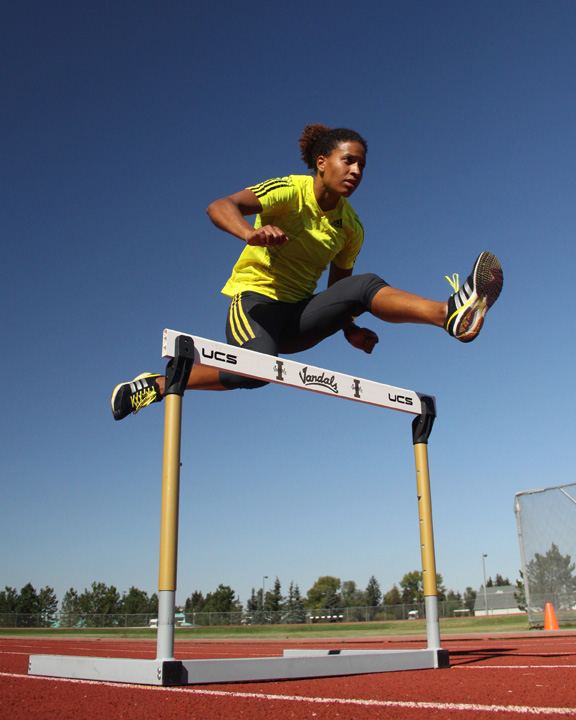
Angela Whytes siebter Rang im dritten Semifinale reichte nicht, um im Endlauf dabei zu sein

10. August 2005, 19:31 Uhr
Wind: −3,3 m/s
| Platz | Name               | Nation      | Zeit (s) |
| ----- | ------------------ | ----------- | -------- |
| 1     | Michelle Perry     | USA         | 12,86    |
| 2     | Kirsten Bolm       | Deutschland | 12,95    |
| 3     | Susanna Kallur     | Schweden    | 13,05    |
| 4     | Glory Alozie       | Spanien     | 13,05    |
| 5     | Vonette Dixon      | Jamaika     | 13,08    |
| 6     | Aurelia Trywiańska | Polen       | 13,11    |
| 7     | Angela Whyte       | Kanada      | 13,52    |
| 8     | Adrianna Lamalle   | Frankreich  | 13,60    |

## Finale

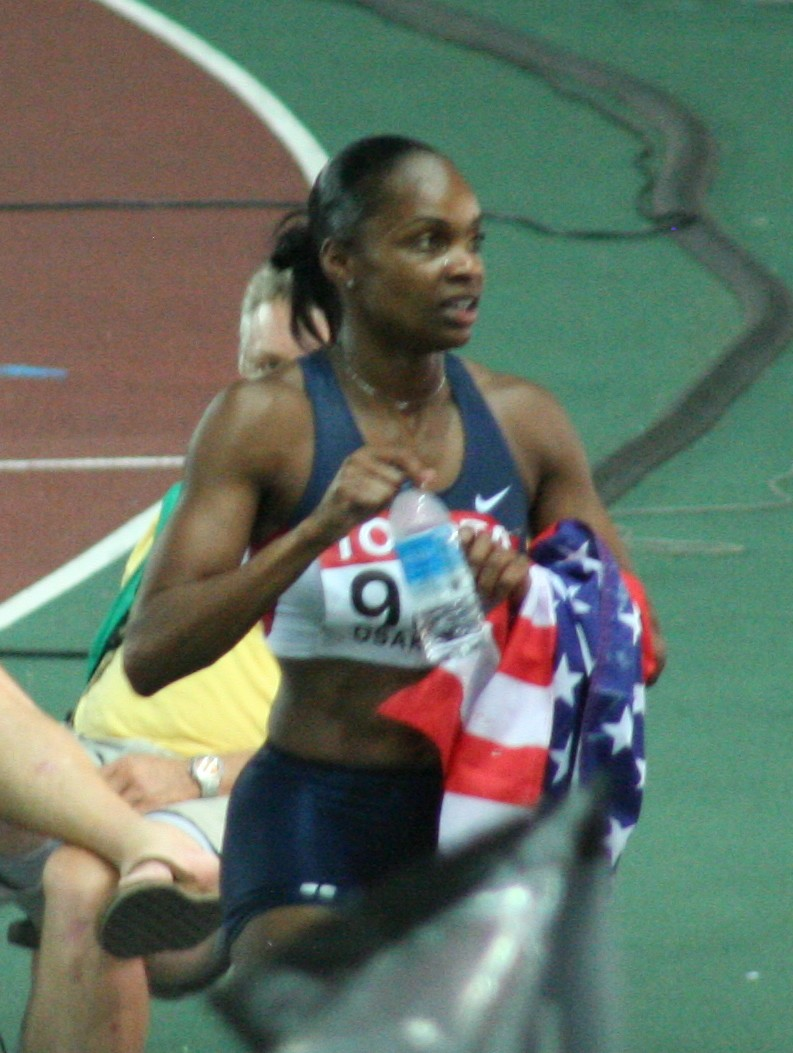
Weltmeisterin Michelle Perry

11. August 2005, 21:20 Uhr
Wind: −2,0 m/s
| Platz | Name                   | Nation      | Zeit (s)                                     |
| ----- | ---------------------- | ----------- | -------------------------------------------- |
| 1     | Michelle Perry         | USA         | 12,66                                        |
| 2     | Delloreen Ennis-London | Jamaika     | 12,76                                        |
| 3     | Brigitte Foster-Hylton | Jamaika     | 12,76                                        |
| 4     | Kirsten Bolm           | Deutschland | 12,82                                        |
| 5     | Marija Korotejewa      | Russland    | 12,93                                        |
| 6     | Jenny Kallur           | Schweden    | 12,95                                        |
| 7     | Irina Schewtschenko    | Russland    | 12,97                                        |
| DSQ   | Joanna Hayes           | USA         | IAAF Rule 168.7 – Nichtüberquerung der Hürde |

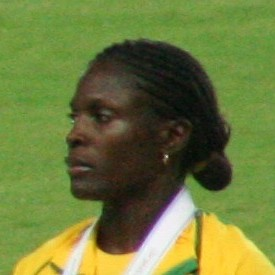
Vizeweltmeisterin Delloreen Ennis-London
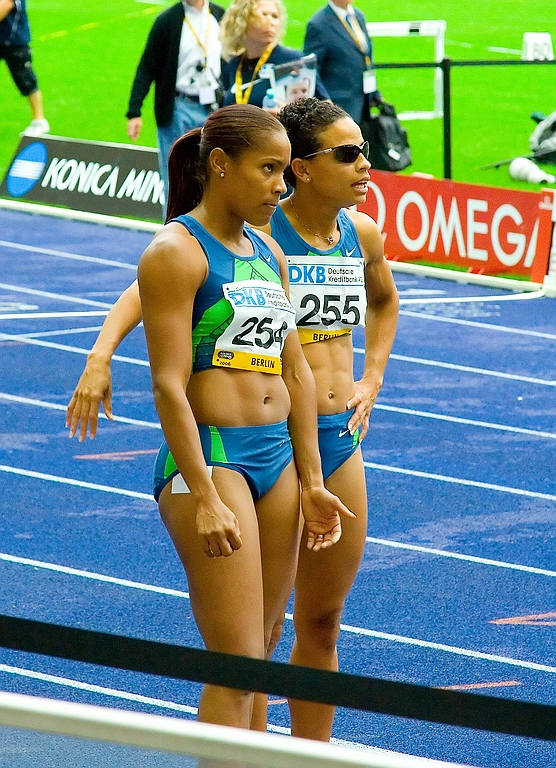
Bronze für Brigitte Foster-Hylton (links), 2003 Vizeweltmeisterin – rechts die aktuelle Olympiasiegerin Joanna Hayes, die hier an der letzten Hürde stürzte und Achte wurde
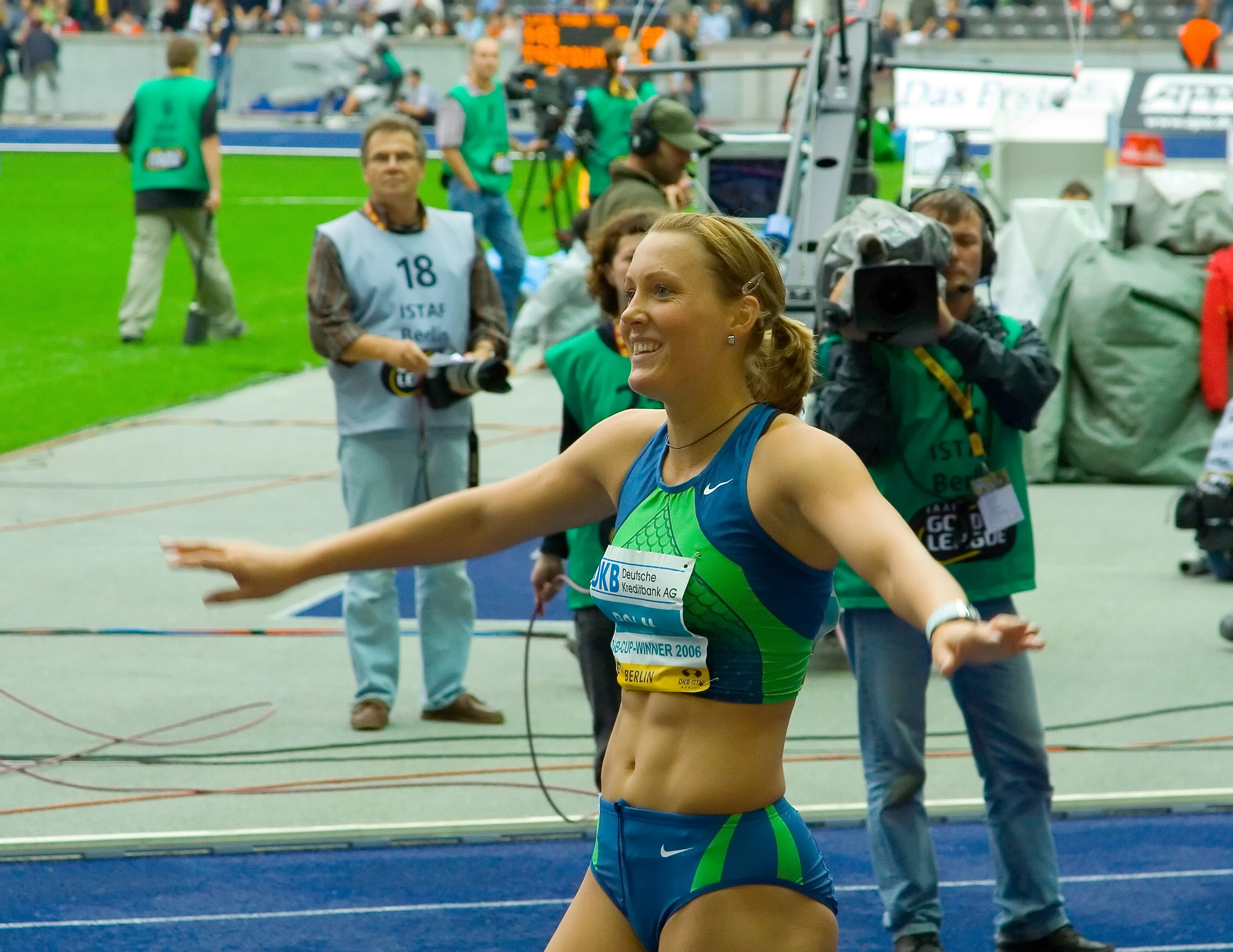
Kirsten Bolm erreichte Platz vier
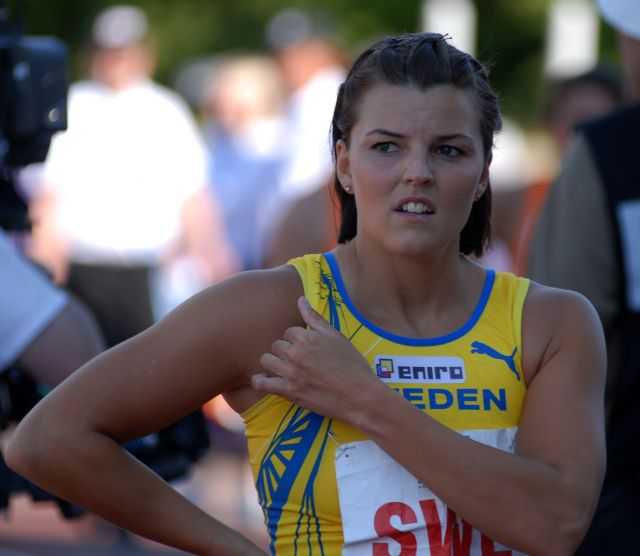
Jenny Kallur – sie erreichte im Gegensatz zu ihrer Zwillingsschwester Susanna das Finale – kam auf den sechsten Platz

## Video
- 2005 World Championship Women's 100m Hurdles, youtube.com, abgerufen am 8. Oktober 2020